# أحمد المحيميد
أحمد بن إبراهيم بن محمد المحيميد: من مواليد 2 سبتمبر، 1970. مستشار قانوني، إعلامي، وكاتب سعودي. مشارك أعلامي في برنامج بدون شك في قناة إم بي سي في دورته الأولى، وفي عددا من البرامج التلفزيونية الأخرى. وله عدة مؤلفات ومقالات صحفية في مجال الحقوق والحماية.
عضو في العديد من الهيئات القانونية، ومستشار قانوني لعدة مؤسسات حكومية وتطوعية، منها: الشئون الصحية بالحرس الوطني، مدينة الملك عبد العزيز الطبية، مركز الملك عبد الله العالمي للأبحاث الطبية، وبرنامج الأمان الأسري الوطني. ممثل قانوني للعديد من كبريات المنشآت التجارية والصحفية والتعليمية والرياضية والهيئات والمنظمات.
محكم معتمد ومدرب ومحاضر قانوني مع عددا من الكليات القانونية ومراكز التدريب القانوني. حاصل على ترخيص لمزاولة مهنة الاستشارات القانونية سابقا من وزارة التجارة وترخيص بمزاولة التحكيم من وزارة العدل، كما حصل على العديد من الشهادات في الدورات القانونية المتخصصة فضلا عن مشاركته في العديد من المؤتمرات الدولية، وهو المتحدث الرسمي باسم وفود مؤتمر الأخطاء الطبية بدبي نوفمبر 2012م.

## سيرته وحياته

### النشأة والتعليم
وُلد المحيميد بمدينة الرياض في الأول من رجب لعام 1390 هـ الموافق 2 سبتمبر عام 1970م. تلقى المحيميد تعليمه الأوليّ بمدارس الرياض، ثم التحق بجامعة الملك سعود حيث حصل منها على شهادة البكالوريوس في العلوم الادارية تخصص الأنظمة "القانون"، كما حصل على دبلوم عالي من معهد الإدارة العامة عام 2000 م. بعدها تلقى تدريباً مكثفاً في القانون واجتاز عدد من الدورات التدريبية القانونية.

### الخبرات المهنية
- مستشار قانوني أول في الشئون الصحية بالشئون الصحية بالحرس الوطني سابقاً.
- مستشار قانوني لجامعة الملك سعود بن عبد العزيز للعلوم الصحية.
- مستشار قانوني لمدينة الملك عبد العزيز الطبية.
- مستشار قانوني لمركز الملك عبد الله العالمي للأبحاث الطبية.
- مستشار قانوني لبرنامج الأمان الأسري الوطني.

### المناصب والعضويات

عضو مشروع البحث العلمي في مدينة الملك عبد العزيز للعلوم والتقنية.

- رئيس مشروع فريق البحث العلمي لجمع وتصنيف حقوق المرأة والطفل في الأنظمة السعودية ببرنامج الأمان الأسري الوطني.
- رئيس مشروع فريق البحث العلمي لجمع وتصنيف حقوق ذوي الإعاقة في الأنظمة السعودية بمركز الملك سلمان لأبحاث الإعاقة.
- عضو مشروع إعداد ومراجعة نظام أخلاقيات البحث العلمي في مدينة الملك عبد العزيز للعلوم والتقنية بالرياض.
- عضو مشروع اعداد ومراجعة نظام اخلاقيات المهن الصحية بمجلس الضمان الصحي.
- عضو في عددا من اللجان الحكومية الأخرى.

### الجوائز والتكريمات
- جائزة التميز في حقوق ذوي الإعاقة في مؤتمر حقوق ذوي الإعاقة بالإسكندرية، جامعة الدول العربية.
- جائزة رابطة الاجتماعيين، الكويت.
- جائزة الأمير فيصل بن فهد لمكافحة المخدرات.
- جائزة أبها للثقافة، المملكة العربية السعودية.

### المؤلفات
- حقوق الممارس الصحي (التمريض).
- حماية البيئة، نادي أبها الأدبي.
- حقوق المرأة والطفل في الانظمة السعودية.

### الحياة الشخصية
للمحيميد العديد من الأنشطة الاجتماعية والأعمال التطوعية والهوايات، وهو متزوج وله خمسة من الأبناء.